# Felipe Revélez
Daniel Felipe Revélez (ur. 30 września 1959) – piłkarz urugwajski noszący przydomek Zorro, obrońca. Wzrost 183 cm, waga 82 kg.
Revélez zawodową karierę piłkarską rozpoczął w 1979 oku w klubie CA Bella Vista. W 1983 wyemigrował z kraju by grać w kolumbijskim klubie Deportivo Cali. W czerwcu 1985 znalazł się w argentyńskim klubie Chacarita Juniors, skąd w 1986 przybył do Danubio FC, a w 1987 ponownie został piłkarzem klubu Bella Vista. W 1988 został graczem klubu Club Nacional de Football, z którym w tym samym roku wygrał turniej Copa Libertadores 1988 oraz z wyciężył walkę o Puchar Interkontynentalny. Jako piłkarz klubu Nacional wziął udział w turnieju Copa América 1989, gdzie Urugwaj zdobył tytuł wicemistza Ameryki Południowej. Revelez zagrał tylko w pierwszym meczu z Ekwadorem.
Wciąż jako gracz Nacionalu był w kadrze reprezentacji Urugwaju w finałach mistrzostw świata w 1990 roku, gdzie Urugwaj dotarł do 1/8 finału. Revelez nie zagrał w żadnym meczu. Wziął także udział w turnieju Copa América 1991, gdzie Urugwaj zajął 3. miejsce w grupie B. Revelez był tym razem podstawowym graczem urugwajskiej defensywy i zagrał we wszystkich 4 meczach - z Boliwią, Ekwadorem, Brazylią i Kolumbią. W 1992 wraz z Nacionalem zdobył swój jedyny tytuł mistrza Urugwaju. Od 1995 grał w klubie Danubio FC, w którym w 1996 zakończył karierę.
Od 18 lipca 1980 do 20 listopada 1991 Revélez rozegrał w reprezentacji Urugwaju 20 meczów i zdobył 1 bramkę.